# Arines
Arines (llamada oficialmente San Martiño de Aríns) es una parroquia española del municipio de Santiago de Compostela, en la provincia de La Coruña, Galicia.

## Entidades de población
Entidades de población que forman parte de la parroquia:
- Agra dos Campos
- A Granxa
- Andrade
- Aramio[4] (O Aramio)
- Cacharela[5] (A Cacharela)
- Costa de Aríns
- Devesa[6] (A Devesa)
- Fornás
- Iglesario[7] (O Igrexario). En el INE aparece O Igrexario de Aríns.
- Lobio
- Os Abetos
- Pena[8] (A Pena)
- Sanxuás
- Sobríns
- Torre-Blanca[9] (A Torre Branca)
- Vilacova

## Demografía
| Gráfica de evolución demográfica de Arines entre 2000 y 2019 |
|                                                              |
| Datos según el nomenclátor publicado por el INE.             |